# Västerstrandskyrkan
Västerstrandskyrkan är församlingskyrka i Västerstrands församling i stadsdelen Våxnäs i Karlstad och tillhör Karlstads stift i Svenska kyrkan. Dessutom håller EFS till i kyrkan. Kyrkan är belägen på Sixbacken i Våxnäs, precis vid avfarten från E18.

## Kyrkobyggnaden
Kyrkan uppfördes efter ritningar av den värmländske arkitekten Janne Feldt och invigdes 1978. Utöver ett kyrkorum på övre våningen har kyrkan också omfattande lokaler i en undre våning, där en mångsidig ungdomsverksamhet kan bedrivas. Byggnadens ytter- och innerväggar är klädda med gult fasadtegel.
Vid nordöstra sidan intill huvudingången står en fyrkantig klockstapel av betong.

## Inventarier
- Predikstol, dopfunt och ursprungliga altaret är tillverkade av Blekhamns snickeri i Gamleby.
- Nuvarande altare i gult tegel är byggt på 1990-talet efter ritningar av kyrkans arkitekt Janne Feldt.

### Orgel
Orgeln är tillverkad 1979 av Grönlunds Orgelbyggeri. Den är mekanisk.
| Huvudverk I   | Bröstverk II      | Pedal            | Koppel |
| Rörflöjt 8’   | Gedackt 8’        | Subbas 16’       | I/P    |
| Principal 4’  | Rörflöjt 4’       | Gedacktpommer 8’ | II/P   |
| Spetsflöjt 4’ | Principal 2’      | Skalmeja 4'      | II/I   |
| Waldflöjt 2’  | Cymbel 2 chor     |                  |        |
| Mixtur 3 chor | Dulcian 8'        |                  |        |
|               | Tremualnt         |                  |        |
|               | Crescendosvällare |                  |        |